# 雨宮家次
雨宮 家次（あめのみや いえつぐ）は、戦国時代から安土桃山時代にかけての武将。甲斐武田氏の家臣。

## 略歴
武田信玄の長男、武田義信附の家臣。永禄8年（1565年）、義信事件にて義信が謀反の疑いで切腹すると、武田家を追放され後北条家に仕えた。後北条家では功績をたびたび重ね、7度感状を受ける。のち、高坂昌信を介して再び武田家に仕える。天正3年（1575年）5月21日、高坂昌澄の組として長篠の戦いに参加し、徳川家康の家臣、小栗忠政に討たれた。そのとき、家次は刀を小栗に託した。この刀は、のち小栗から家次の子孫に渡ることになる。寛政重修諸家譜「小栗忠政」に記載がある。

## その他
- 子孫は江戸時代、旗本となった。